# Hiroyuki Matsumoto
Hiroyuki Matsumoto (松本 浩幸 Matsumoto Hiroyuki?, nacido el 9 de julio de 1989 en Osaka) es un exfutbolista japonés. Jugaba de guardameta y su último club fue el Fujieda MYFC de Japón.

## Trayectoria

### Clubes
| Club                | País  | Año         |
| ------------------- | ----- | ----------- |
| Thespakusatsu Gunma | Japón | 2012 - 2013 |
| Fujieda MYFC        | Japón | 2014        |

## Estadística de carrera

### J. League
| Club                | Año   | J. League | J. League | Copa J. League | Copa J. League | Total | Total |
| Club                | Año   | Part.     | Goles     | Part.          | Goles          | Part. | Goles |
| ------------------- | ----- | --------- | --------- | -------------- | -------------- | ----- | ----- |
| Thespakusatsu Gunma | 2012  | 0         | 0         | -              | -              | 0     | 0     |
| Thespakusatsu Gunma | 2013  | 0         | 0         | -              | -              | 0     | 0     |
| Fujieda MYFC        | 2014  | 1         | 0         | -              | -              | 1     | 0     |
| Total               | Total | 1         | 0         | 0              | 0              | 1     | 0     |